# بخش جکسون (شهرستان ماسکینگوم، اوهایو)
بخش جکسون (به انگلیسی: Jackson Township) یک منطقهٔ مسکونی در ایالات متحده آمریکا است که در شهرستان ماسکینگام، اوهایو واقع شده‌است.
 بخش جکسون ۶۳٫۳ کیلومتر مربع مساحت و ۲٬۲۲۱ نفر جمعیت دارد و ۲۱۹ متر بالاتر از سطح دریا واقع شده‌است.